# Wenzel Müller
Wenzel Müller, avstrijski skladatelj, * 26. september 1767, Městečko Trnávka (nemško Markt Türnau), Češka, † 3. avgust 1835, Baden.
Revija The Musical Times je Müllerja razglasila za najbolj plodovitega ustvarjalca oper vseh časov, spisal jih je kar 166. 

## Življenje
Po študiju kompozicije pri Carlu von Dittersdorfu je od leta 1782 deloval v opernem gledališču. Leta 1786 je prevzel službo kapelnega mojstra in »hišnega skladatelja« na Dunaju (Theater in der Leopoldstadt). Med letoma 1807 in 1813 je deloval v Nemški operi v Pragi, nato pa se je vrnil na Dunaj, kjer je deloval do leta 1830.